# Gyniulus lacustrinus
Gyniulus lacustrinus är en mångfotingart som beskrevs av Loomis 1968. Gyniulus lacustrinus ingår i släktet Gyniulus och familjen Parajulidae. Inga underarter finns listade i Catalogue of Life.